# SN 2007hr
SN 2007hr – supernowa typu II odkryta 1 września 2007 roku w galaktyce A041207-0735. W momencie odkrycia miała maksymalną jasność 18,60m.